# 松村秀逸

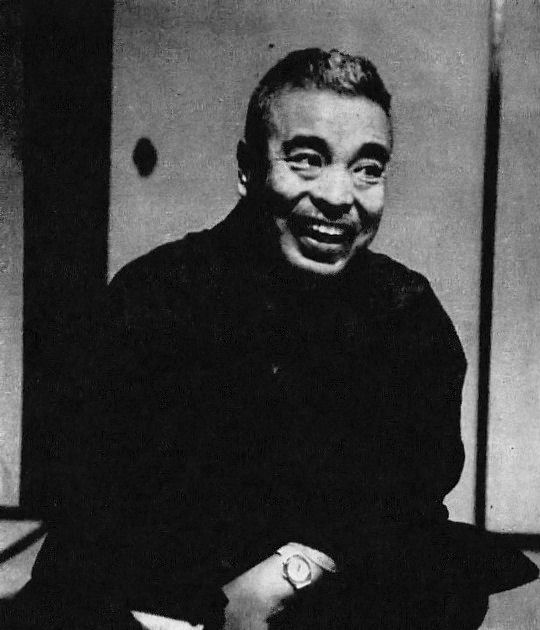
松村秀逸

松村 秀逸（まつむら しゅういつ、1900年（明治33年）3月1日 - 1962年（昭和37年）9月7日）は、日本の陸軍軍人、国会議員（参議院議員）。最終階級は陸軍少将。

## 経歴
熊本県出身。松村又熊の息子として生まれる。八代中学校（現熊本県立八代高等学校）、熊本陸軍地方幼年学校、中央幼年学校を経て、1920年（大正9年）5月、陸軍士官学校（32期）を卒業。同年12月、砲兵少尉に任官し野砲兵第12連隊付となる。1928年（昭和3年）12月、陸軍大学校（40期）を卒業した。
1930年（昭和5年）12月、参謀本部付勤務となり、陸軍野戦砲兵学校教官、関東軍参謀部付を経て、1935年（昭和10年）8月、砲兵少佐に昇進し陸軍兵器本廠付（新聞班）に就任。1938年（昭和13年）3月、砲兵中佐に進級し関東軍参謀（新聞班長）となる。同年7月、陸軍省軍務局付（新聞班）に転じ、大本営陸軍報道部長に異動。1940年（昭和15年）8月、砲兵大佐に昇進。同年12月、内閣情報局第2部第1課長に就任し太平洋戦争を迎えた。
1942年（昭和17年）4月、内閣情報局第2部長心得となり、軍務局付を経て、1943年（昭和18年）、大本営陸軍報道部長となる。1944年（昭和19年）8月、陸軍少将に進級。内閣情報局第1部長を経て、1945年（昭和20年）7月、中国軍管区参謀長兼第59軍参謀長に発令され、在任時の同年8月6日、広島市（広島城内）で原爆に遭い、重傷を負った。翌月、中国軍管区参謀長を退任し、同年12月、予備役に編入された。
戦後、公職追放。追放解除後、1956年（昭和31年）の第4回参議院議員通常選挙に自由民主党から全国区で出馬し、初当選。国会議員としては内閣委員や社会労働委員を務め、法務委員長にも就任する。
1962年（昭和37年）に第6回参議院議員通常選挙で再選されるも、同年9月7日病気により死去。享年62。

## 栄典
外国勲章佩用允許
- 1941年（昭和16年）12月9日 - 満州帝国：建国神廟創建記念章[7]

## 著書
- 『日本の進路』大日本雄弁会講談社、1939年。
- 『近代戦争史略』朝日新聞社、1944年。
- 『三宅坂 - 軍閥は如何にして生れたか』東光書房、1952年。
- 『大本営発表』日本週報社、1952年。
- 『宣戦から終戦まで - 軍の誤断と四年間の悪夢』日本週報社、1964年。